# Frota do Pacífico (Rússia)

Russian Pacific Fleet Great emblem.

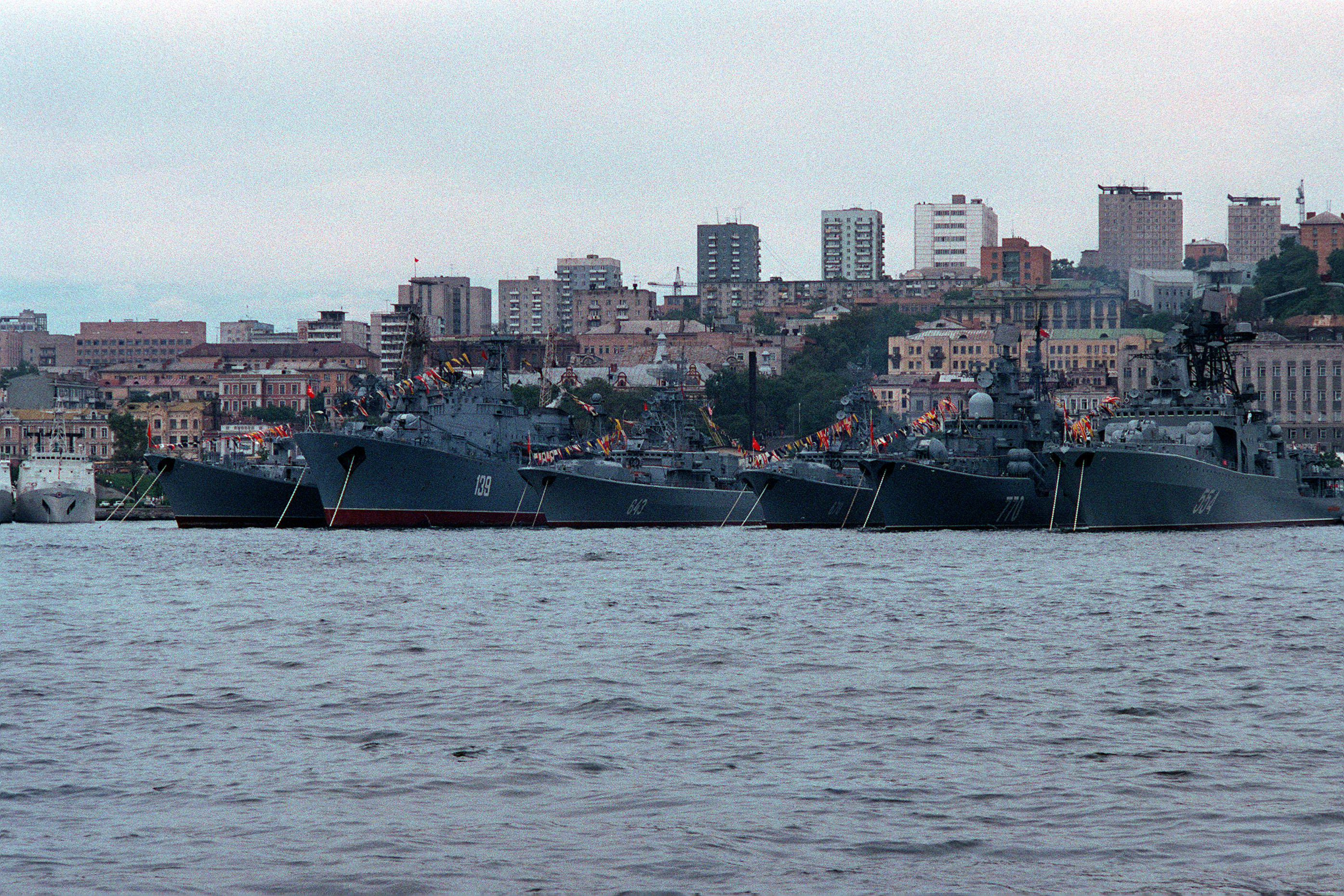
Navios da antiga frota soviética do Pacífico.

A Frota do Pacífico (em russo:  Тихоокеанский флот, translit.: Tikhookeanskiy flot) é parte da Marinha da Rússia estacionada no Oceano Pacífico, que antigamente patrulhava as fronteiras do Extremo Oriente da União Soviética. O quartel general da frota localiza-se em Vladivostok e inúmeras bases estão localizadas na região de Vladivostok. Outra importante região de base da frota é Petropavlovsk-Kamchatski na Baía de Avacha, na península de Kamchatka com uma grande base de submarinos em Vilyuchinsk, na mesma baía.
Nos anos soviéticos, a Frota do Pacífico também era responsável pela administração e direção operacional do 8º Esquadrão do Oceano Índico da Marinha Soviética e de pontos de suporte técnico naval localizados em nações na bacia do Oceano Índico, tais como as indústrias de Socotorá.